# Бело, Адольф
Адо́льф Бело́ (фр. Adolphe Belot; 6 ноября 1829, Пуэнт-а-Питр — 17 декабря 1890, Париж) — французский драматург и прозаик, в том числе бульварных произведений эротического характера.

## Биография и творчество
Родился в 1829 г. в Пуэнт-а-Питре, на острове Гваделупе; по приезде во Францию занялся изучением права и сделался адвокатом в Нанси.
Свою литературную карьеру Бело начал в 1855 году изданием тома повестей, не обративших на себя внимания публики; точно так же и поставленная им на сцене спустя два года после того небольшая комедия «A la campagne» не принесла того успеха, который выпал на долю его второй драматической пьесы, написанной им в сотрудничестве с Вилльтаром трёхактной комедии «Le testament de César Girodot», сыгранной в первый раз в 1859 г. Она написана в стиле старинных комедий характеров и напоминает пьесы Мольера и Реньяра.
Впоследствии Бело бросил это направление, и его остальные драмы — по большей части мелодрамы, рассчитанные лишь на внешний эффект:
- «Les maris à systèmes» (1862),
- «Le passé de Monsieur Jouanne» (1865) и другие;
- «Le drame de la rue de la Paix» (1868), пятиактная комедия, содержание которой заимствовано из его же романа.

Большой сценический успех имела трёхактная драма «Мисс Мюльтон» (Miss Multon, 1868, 150 спектаклей) с фабулой, заимствованной из английского романа Генри Вуд «Ист-Лин» (East Lynne, в России вышел в 1864 году как «Тайна Ист-Линскаго Замка»).
Его остальные драмы:
- «La fièvre du jour»,
- «L’article 47» (1871),
- "Fromont jeune et Risler aîné " (1876, в сотрудничестве с Альфонсом Додэ).

Кроме того, Бело принадлежат многие сборники повестей и несколько больших фельетонных романов эротического характера, из которых многие переведены на русский язык:
- «Огненная женщина» (La femme du feu, 1872),
- «Девица Жиро — моя супруга» (Mademoiselle Giraud ma femme, 33 тиража, 66 000 экз., 1870) и др.

Умер в 1890 году.